# 이근형
이근형은 대한민국의 정당인이다. 노무현 정부 대통령 비서실 여론조사비서관을 지냈고 19대 대선 때는 문재인 대통령 후보 중앙선거대책본부 전략본부 부본부장을 맡았다. 정치컨설팅 업체 '윈지코리아컨설팅' 대표 정치컨설턴트로 활동하다가 더불어민주당 전략기획위원장, 민주연구원 부원장에 임명되었다.

## 학력
- 서울대학교 심리학과 학사
- 홍익대학교 대학원 광고홍보학 박사

## 경력
- 2014년 2월 : 중앙선거관리위원회 중앙선거여론조사공정심의위원회 위원, 윈지코리아컨설팅 CEO, 윈지코리아컨설팅 대표 컨설턴트, 한국방송광고진흥공사 감사, 밝은세상 기획이사, LG애드 마케팅연구실 차장
- 2019년 6월 : 더불어민주당 전략기획위원장, 민주연구원 부원장
- 2019년 11월 ~ 2020년 4월 : 제21대 4·15총선 더불어민주당 총선기획단 간사·혁신제도분과장